# Julio Montoya
Julio César Montoya Medero (Cabimas, estado Zulia, Venezuela; 25 de agosto de 1962) es un político y comunicador social venezolano, quien ha sido parlamentario y diputado a la Asamblea Nacional por el estado Apure por la coalición de partidos políticos opositores al presidente Hugo Chávez, siendo suplente del también diputado Luis Lippa.

## Biografía
Julio Montoya es el cuarto de cinco hermanos, provenientes de una familia católica, está casado y es padre de cinco hijos. Se inició en la política desde muy joven, como el mismo comenta, comenzó en la educación media dirigiendo el movimiento estudiantil en el Municipio San Francisco”, posteriormente le eligen presidente del Centro de Estudiantes de Humanidades de la Universidad del Zulia. Fue diputado a la Asamblea Legislativa del Zulia para el periodo Legislativo 1988-1992, posteriormente se postula como candidato como diputado al Congreso de la República donde resulta ganador para el periodo constitucional 1993-1998. 
Luego del proceso Constituyente de 1999, Julio Montoya es nuevamente Diputado a la Asamblea Nacional por el Estado Zulia (San Francisco), apoyado por una coalición de partidos políticos de izquierda (MVR, MAS, PCV, LAGO, GE). En 2010 Julio Montoya es candidato a diputado por la Mesa de la Unidad en el Circuito 9 (San Francisco) del estado Zulia, donde resulta ganador de una curul al Parlamento Nacional en las elecciones parlamentarias de 2010.
Presidió la Comisión Permanente de Ambiente, Recursos Naturales y Cambio Climático de la Asamblea Nacional en el período 2016-2017. También fue candidato a la alcaldía del municipio San Francisco, Zulia por la Mesa de la Unidad Democrática, elección en la que fue derrotado por Omar Prieto.[cita requerida] Es uno de los principales impulsores de la Ley de Atención Integral para las Personas con Trastornos del Espectro Autista y Condiciones Similares (Ley de Autismo).